# José María Gallardo del Rey
José María Gallardo del Rey (Sevilla, 18 de mayo de 1961) es un músico español de formación clásica, guitarrista y compositor. Ha recibido diversos premios internacionales. Ha actuado junto a destacados intérpretes en el ámbito de la de la música clásica, entre ellos Yehudi Menuhin, Jean-Pierre Rampal, Seiji Ozawa, John Williams, John Axelrod, Sir Neville Marriner, Leo Brouwer, Michael Novak y Enrique García Asensio. Ha mantenido una estrecha relación profesional y de amistad con guitarristas flamencos como Paco de Lucía. Ha compuesto más de 100 obras, incluyendo piezas para guitarra solista, conciertos, piezas musicales para teatro y bandas sonoras. Su música ha sido llevada al mundo de la danza por María Pagés, Víctor Ullate y Lola Greco.

## Biografía y obra
Aunque nacido en Barcelona, se trasladó a Sevilla con pocos días, siendo en esta ciudad donde residió en su infancia y primera juventud. Recibió su primera guitarra a los 6 años, a los 7 inició clases particulares y a los 9 ingresó en el conservatorio de Sevilla donde tuvo por profesora a América Martínez. Realizó su debut artístico a los nueve años. Más adelante recibió clases magistrales de Regino Sainz de la Maza, José Tomas y Andrés Segovia. Aunque se ha formado como guitarrista clásico, guarda gran relación con el mundo del flamenco. Compagina su actividad como guitarrista con la composición y la dirección musical.  Es fundador y director del grupo de cámara “La Maestranza”, septeto formado por flauta, clarinete, viola, violonchelo, contrabajo, percusión y guitarra con el que ha actuado por todo el mundo.
Su primera obra como compositor fue California Suite, pieza para guitarra con claras influencias de la música de Bach, Rajmáninov y el estilo de Broadway.
En el año 2003 compuso la Lorca Suite como homenaje al poeta Federico García Lorca. En esta obra pretende realizar una conjunción entre lo clásico y lo flamenco con ritmos basados en diferentes palos flamencos: bulerías, sevillanas y tientos.
En el año 2011 escribió la obra Glosas para orquesta, violín y guitarra. El título está inspirado en los poemas de Gonzalo de Berceo. 
En el año 2014 escribió la partitura Diamantes para Aranjuez para guitarra y violín, inspirada en el Concierto de Aranjuez de Rodrigo. Posteriormente por iniciativa del director John Axelrod, transformó la pieza en un concierto para guitarra y orquesta dividido en tres movimientos:  allegretto  rítmico, andante  espressivo y final.
El 8 de septiembre de 2018 realizó el estreno mundial de la obra Sefarad del compositor mexicano Samuel Zyman, con la participación de la Real Orquesta Sinfónica de Sevilla, dirigida por John Axelrod.

## Discografía

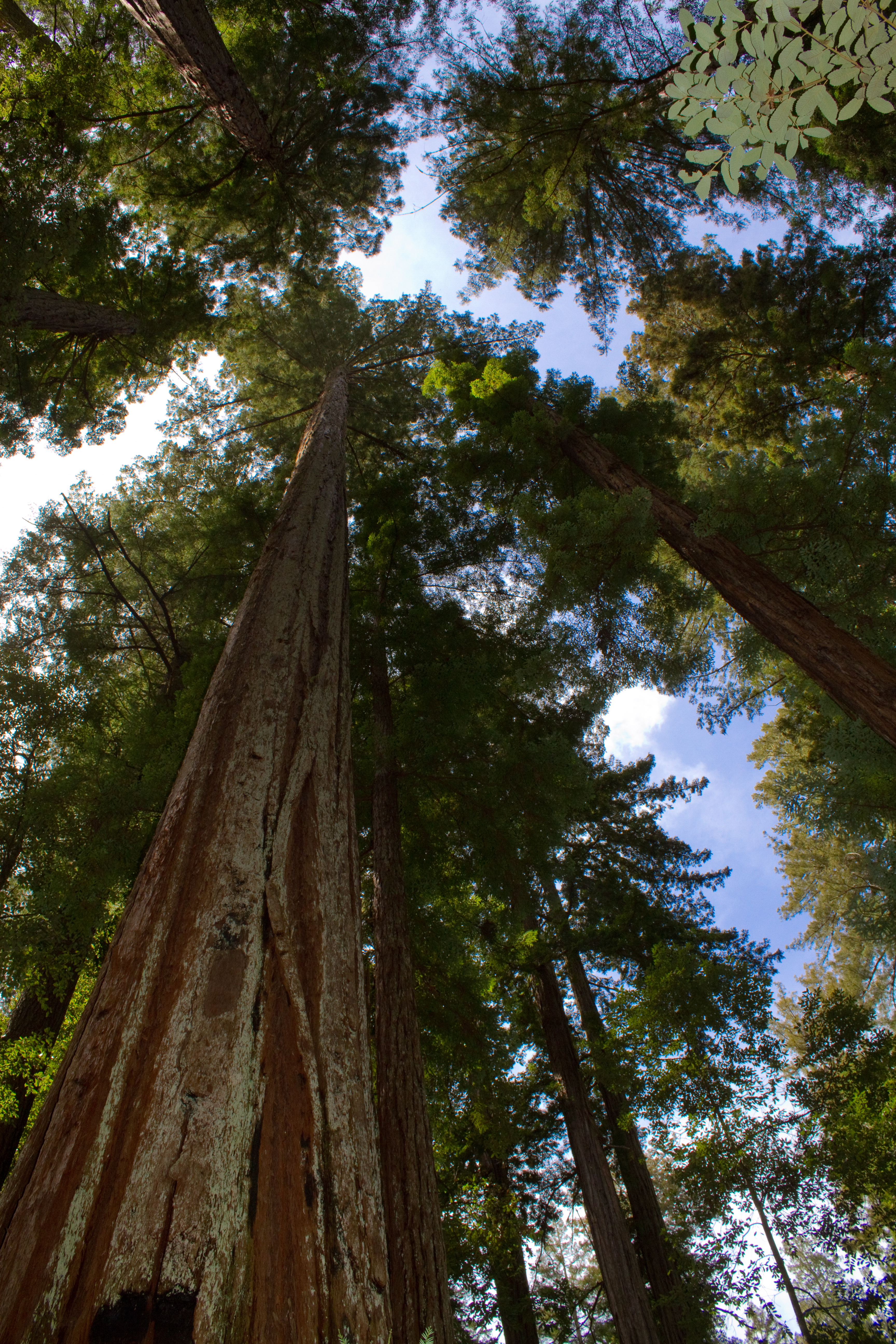
Bosque de secuoyas en California inspirador del disco The Trees Speak (los árboles hablan).

- Suite Sevilla (1993), JMS France – con Rafael Riqueni.
- Al Aire Español (1996).
- Concierto Romántico (1996), SLO, EE.UU – con SLO Symphony, Michael Novak (director).
- La Maestranza (1999), Mandala, France – con el grupo de cámara La Maestranza.
- Rodrigo Guitar Concertos (1999), Classic FM – Orquesta Nacional de España, Rafael Frühbeck de Burgos (director). Incluye el Concierto de Aranjuez y la Fantasía para un gentilhombre de Joaquín Rodrigo.
- The Trees Speak (2004), Deutsche Grammophon (los árboles hablan). Está basado en la obra literaria del mismo título del ecólogo californiano Dan Condon que trata sobre la situación de riesgo de diferentes especies. A lo largo del disco cada tipo de árbol se aproxima a un estilo flamenco: Platanus racemosa, a las bulerías; Calocedrus decurrens, a las alegrías de Cádiz; Eucalyptus globulus, a la soleá, Cupressus macrocarpa, a los tangos; y Sequoia sempervirens, a las colombianas.
- 14 Maneras de echarte de menos (2006), Deutsche Grammophon – con Ezequiel Cortabarría (flauta). Obras de Astor Piazzolla.
- Pasión Española (2008), Deutsche Grammophon – Orquesta de la Comunidad de Madrid, Miguel Roa (director), Plácido Domingo (tenor).
- Reyana (2010), AE Ediciones, México – con Anabel García del Castillo (violín).
- Habanera – Canción Del Amor (2010), Deutsche Grammophon – con Elīna Garanča (mezzo-soprano), Alberto Barletta (flauta), Enrico Maria Baroni (clarinete), Roberto Vozmediano (cajón), Geri Brown (viola), Massimo Macr (violonchelo), Cesare Maghenzani (bajo).
- My Spain (2011), Deutsche Grammophon – con el grupo de cámara La Maestranza.
- Glosas[9] (2013), SLO 2013 EE.UU – con SLO Symphony, Michael Novak (director), Anabel García del Castillo (violín).
- Noches de San Lorenzo[10] (2013), AE Ediciones.
- Reyana plays Rossini/Carrulli (2014), Editorial Reyana – con Anabel García Del Castillo (violín).
- Diego de Araciel, obras de cámara para cuerdas (2014), SEM – con Cuarteto Canales.
- Lo Cortés no quita lo Gallardo (2015), Editorial Reyana – con Miguel Ángel Cortés (guitarra).
- Sakura Variations (2016), Gallardo Del Rey Ediciones – con Ayaka Tanimoto (mezzo-soprano). El disco es un viaje musical a través de diferentes canciones, algunas tradicionales y otras compuestas por José María Gallardo del Rey, que acompaña con la guitarra a Ayaka Tanimoto.